# Nain Singh
Nain Singh (21 de octubre de 1830 - 1 de febrero de 1882), también conocido como Nain Singh Rawat, fue uno de los primeros exploradores indios (apodados «pundits», 'expertos') empleados por los británicos para explorar el Himalaya y Asia Central. Procedía del valle de Johar en Kumaon e inspeccionó la ruta comercial a través de Ladakh hacia el Tíbet, determinó la ubicación y altitud de Lhasa y examinó una gran sección del río Brahmaputra. Caminó «1580 millas, o 3 160 000 pasos, cada uno contado».
En mayo de 1877, Singh recibió la Medalla del Patrón de la Royal Geographic Society «por sus grandes viajes y estudios en el Tíbet y a lo largo del Alto Brahmaputra, su determinación de la posición de Lhasa y su conocimiento positivo del mapa de Asia».

## Primeros años
Pundit Nain Singh nació en Lata Burha en 1830 en la aldea de  Milam, una aldea de Bhotia al pie del glaciar Milam en la frontera entre India y China en el actual estado de Uttarakhand en la India. Milam está en el valle de Johar, una de las moradas de Bhotia en la división de Kumaon, donde se origina el río Goriganga. Los Rawats gobernaron el valle de Johar, durante el reinado de la dinastía Chand en Kumaon; a esto le siguió el gobierno de Gorkha. En 1816, los británicos derrotaron a los Gorkhas pero mantuvieron una política de no interferencia y amistad hacia los Johar Bhotias. Los famosos exploradores de Bhotia pertenecían en su mayoría a los pueblos de Johar.
Después de dejar la escuela, Nain Singh ayudó a su padre. Visitó con él diferentes centros del Tíbet, aprendió la lengua, las costumbres y los modales tibetanos y se familiarizó con el pueblo tibetano. Este conocimiento del idioma tibetano, de las costumbres locales y del protocolo le resultó útil en el trabajo que luego desempeñó como «explorador espía». Debido a las condiciones de frío extremo, Milam y otras aldeas del alto valle de Johar estaban habitadas sólo durante unos pocos meses, de junio a octubre. Durante ese tiempo, los hombres solían visitar Gya'nyima, Gartok  y otros mercados en el Tíbet occidental.[cita requerida]

## Expedición Schlagintweit
Singh viajó a Ladakh en 1856 junto con los miembros de la familia Mani y Dolpha Singh, acompañando una expedición de Hermann, Adolf y Robert Schlagintweit. Aprendió el uso de instrumentos topográficos durante esta expedición. Los hermanos Schlagintweit planearon enviar también a Nain y Mani Singh a Lhasa, pero al final esa expedición no se llevó a cabo. También querían llevarse a Singh con ellos de regreso a Europa, pero él se negó. Adolf Schlagintweit escribió una carta de recomendación para Nain y Mani que luego presentaron a los funcionarios de la British survey.

## Expediciones tibetanas británicas

### Contexto
La Compañía Británica de las Indias Orientales, y más tarde el Imperio británico, buscaban establecer relaciones comerciales con el Tíbet. Además, la exploración de Asia Central y del Tíbet era de particular interés durante el Gran Estudio Trigonométrico de la India porque los británicos desconocían en gran medida su geografía. Sin embargo, la China de los Qing cerró las fronteras del Tíbet después de obtener un control significativo sobre la política interna del Tíbet tras la guerra sino-nepalesa de 1791. Varios europeos intentaron llegar a Lhasa desde la India durante los siguientes cien años; sin embargo, pocos lo lograron y los funcionarios locales rechazaron la mayoría de los intentos de entrada.  Un intento británico de llegar al Tíbet desde el este viajando por el río Yangtse fracasó en 1861, y los intentos de Edmund Smyth de ingresar en el Tíbet desde el oeste entre 1861 y 1863 también fracasaron  Debido al éxito pasado del Gran Estudio Trigonométrico con los topógrafos nativos, Thomas Montgomerie (el asistente astronómico del estudio), propuso que se reclutaran exploradores nativos para explorar Asia Central y el Tíbet. El plan de Montgomerie fue aprobado en 1862, y sus primeros reclutas fueron Abdul Hamid para una expedición a Yarkand, seguido por Nain Singh y su primo Mani Singh para una expedición a Lhasa.

### Reclutamiento y entrenamientoón
En una carta de 1861, Smyth recomendó a Singh como posible topógrafo a Walker. Walker viajó para reunirse con Singh y reclutarlo a él y a su primo Mani. Los dos fueron enviados a Dehradun, el cuartel general del Survey, y puestos bajo el mando de Montgomerie. Los dos pasarían dos años entrenándose para sus expediciones, aprendiendo una serie de técnicas topográficas. Dado que la encuesta debía ser clandestina, se desarrollaron una serie de técnicas para ocultarla. El mercurio para los termómetros estaba escondido en el fondo de un cuenco, las notas se guardaban dentro de una rueda de plegaria tibetana y el equipo de reconocimiento estaba escondido dentro del equipaje. Un yapa mala (sarta de cuentas), que normalmente tenía 108 cuentas, fue modificado para tener solo 100 cuentas; los pundits fueron entrenados para mover una cuenta cada cien pasos para contar sus pasos. También fueron entrenados para tener una longitud de zancada precisa de 33 pulgadas en diferentes terrenos.

### Primera expedición
La primera expedición de Singh comenzó en 1865. Él y Mani se separaron durante el estudio, Mani viajó por el oeste del Tíbet y Nain caminó hasta Lhasa, donde llegó el 10 de enero de 1866. Pasó algún tiempo en Lhasa como profesor de cuentas antes de regresar a la India. Durante esta expedición, Nain Singh estimó la altitud de Lhasa en 3.420 metros hirviendo agua; ese valor esta cerca del valor real de 3.540 metros. También estimó la posición de Lhasa con observaciones celestes.

### Segunda expedición
En la segunda expedición, Singh exploró el Tíbet occidental en 1867. Nain y Mani fueron acompañados por Kalian Singh, el hermano de Nain, yendo los tres disfrazados de comerciantes Bashahri. La expedición llegó al yacimiento de oro de Thok Jalung, trazó un mapa del río Sutlej, realizó un estudio de ruta de 850 millas de largo y verificó la posición deGartok.

### Tercera expedición
La tercera y última expedición de Singh regresó a Lhasa a través de una ruta más al norte que su primera expedición y se desarrolló entre 1873 y 1875. 

### Reconocimientos
Durante su estudio secreto del Tíbet, Nain Singh fue el primer no tibetano en visitar muchas áreas legendarias del Tíbet, incluidos los yacimientos de oro de Thok Jalung el 26 de agosto de 1867. Más tarde diría que Thok Jalung era el lugar más frío que jamás había visitado.
Nain Singh era primo de Kishen Singh, otro famoso explorador pundit.

## Legado

Mapa de la exploración del Tíbet por parte de Nain Singh

En mayo de 1877, Singh recibió la Medalla del Patrón de la Royal Geographic Society 

por sus grandes viajes y estudios en el Tíbet y a lo largo del Alto Brahmaputra, su determinación de la posición de Lhasa y su conocimiento positivo del mapa de Asia
for his great journeys and Surveys in Tibet and along the Upper Brahmaputra, he has determined the position of Lhasa, and positive knowledge of the map of Asia
Royal Geographic Society

Henry Yule recibió el premio en nombre de Singh y en su discurso de aceptación dijo que «las observaciones [de Singh] han añadido una mayor cantidad de conocimiento importante al mapa de Asia que las de cualquier otro hombre vivo».

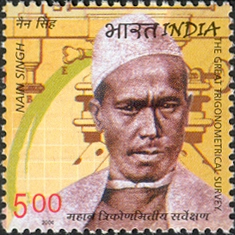
Nain Singh Rawat, en un sello de la India de 2004

El 27 de junio de 2004, se emitió un sello postal indio con Nain Singh para conmemorar su papel en el Gran Estudio Trigonométrico de la India. En 2006, Shekhar Pathak y Uma Bhatt publicaron una biografía de Nain Singh con tres de sus diarios y los artículos de la RGSsobre sus viajes en tres volúmenes titulados, Asia ki Peeth Par, publicados por Pahar, Naini Tal.
La cordillera de montañas Nain Singh al sur del lago Pangong fue nombrado así en su honor a Nain.
El 21 de octubre de 2017, Google celebró el cumpleaños número 187 de Nain Singh Rawat con un Google Doodle.